# Reglamento Knickerbocker
El Reglamento Knickerbocker o Reglas Knickerbocker es un conjunto de 20 reglas creadas por Alexander Cartwright en 1845 para el juego de pelota que, con pequeñas variaciones, se consideran la base del béisbol moderno.

## Historia
Las reglas fueron establecidas por Cartwright para la normalización de la práctica del juego de pelota practicado en New York llamado town game, y con las que formó un club para la práctica del nuevo deporte, el béisbol, por lo cual el mismo fue conocido durante mucho tiempo "The New York Game" (el juego de Nueva York). Este club, los New York Knickerbockers, son considerados el primer equipo del béisbol de la historia. Las reglas fueron escritas en 1845 como parte de las normas de la práctica deportiva del club. El primer partido oficialmente registrado de este deporte se efectuó el 19 de junio de 1846, entre los mencionados Knickerbockers y un club formado por jugadores de Manhattan llamado "New York Nine".
Las reglas mantienen aún grandes similitudes con las del béisbol moderno, aún en la forma en que fueron publicadas en 1848.

### Las 20 reglas originales
1. Los miembros deben respetar estrictamente el tiempo acordado para el ejercicio, y ser puntuales en su asistencia.
2. Cuando se reúnan para hacer ejercicio, el presidente, o en su ausencia, el vicepresidente, nombrará a un árbitro, que llevará registro del juego en un libro previsto para tal fin, y tomará nota de todas las violaciones de los Estatutos y Reglamento durante el tiempo de ejercicio.
3. El presidente señalará a dos miembros como capitanes, que se retirarán y formarán los grupos que jugarán, observando a la vez que los jugadores a enfrentarse deben ser tan iguales como sea posible, seleccionarán el lado del campo, y acordarán el orden del juego.
4. Las bases tendrán del "home" a la segunda base, cuarenta y dos pasos; de primera a la tercera base, cuarenta y dos pasos, equidistantes.
5. No se jugará ningún encuentro improvisado en un día regular de ejercicio.
6. Si no hay un suficiente número de miembros del club presentes al momento convenido para iniciar el partido para comenzar ejercicio, caballeros no miembros pueden ser elegidos para integrar el equipo, que se disolverá para admitir a los miembros que pudiesen aparecer luego;
7. Si aparecen los miembros después de que se comience el juego, pueden ser incluidos por mutuo convenimiento.
8. El juego consiste en llegar a veintiuna cuentas, o "aces" ; pero para la conclusión un número igual de manos (*NT "turnos al bate") deben ser jugados.
9. La bola se debe "echar" (pitched), no "lanzar" (thrown), hacia el bate.
10. Una bola golpeada fuera del campo, o fuera del rango de la primera y tercera base, es "foul".
11. Tres bolas que sea golpeadas y perdidas y la última atrapada es un mano "out" (hand out); si no es atrapada se considera "fair" , y el "striker" (bateador) puede correr hacia la base.
12. Si una pelota es golpeada o tocada, y se coge al vuelo o en el primer bote, es una mano "out" (hand out).
13. Un corredor en bases será puesto out, si la pelota está en manos de un adversario en la base, o el corredor es tocado con ella antes de que éste alcance la base, se entiende, sin embargo, que en ningún caso se podrá lanzar la bola hacia el corredor.
14. Un corredor será "out", si en su carrera a la base impide que la pelota sea atrapada o alcanzada por un adversario.
15. Tres manos "out" (hands out) todos "out". ( *NT: Igual que en el béisbol moderno, después de tres out se acaba la entrada, "todos fuera o todos "out").
16. Los jugadores deben tomar su "strike" (*NT: en esa época el strike era el turno de un bateador o striker) en su turno regular.
17. Todos los conflictos y diferencias concerniente al juego, serán decididos por el "Umpire" , y no habrá apelación.
18. Ningún "ace" o base puede ser alcanzada por un batazo de "foul" .
19. Un corredor no puede ser "puesto out" en la consecución de una base, cuando un "balk" es hecho por el lanzador.
20. Pero una base es otorgada cuando una bola rebasa el campo cuando es golpeada.

- *NT: Nota de traducción.